# 穆耶泽尔斯基
穆耶泽尔斯基（羅馬化：Muyezerskiy）是俄罗斯卡累利阿共和国的市级镇、穆耶泽尔斯基区行政中心，位于共和国中西部凯姆河流域内穆耶泽尔卡河（Муезерка）畔，在共和国首府彼得罗扎沃茨克西北方。
该地2021年人口有2,673人；2010年人口3,328；2002年人口4,007；1989年人口4,400。